# Nessuno uguale – adolescenti e omosessualità
Nessuno uguale – adolescenti e omosessualità è un docu-film del 1998, diretto da Claudio Cipelletti e prodotto da AGedO, incentrato sulle difficoltà vissute dagli omosessuali adolescienti.

## Soggetto
L'opera si interroga attraverso diverse interviste e una tavola rotonda tra ragazzi omosessuali ed eterosessuali su come essi vivano l'omosessualità.

## Produzione
Le riprese sono state effettuate a Milano presso l'Istituto Rizzoli per l'insegnamento delle Arti Grafiche, con studenti provenienti dagli istituti: ITIS Galileo Galilei, Liceo Classico G. Parini, Liceo ScientificoVittorio Veneto.